# Copa América 1925
De Copa América 1925 (eigenlijk Zuid-Amerikaans voetbalkampioenschap 1925, want pas vanaf 1975 wordt het toernooi Copa América genoemd) was een toernooi gehouden in Buenos Aires, Argentinië van 29 november tot 25 december 1925.
Er was geen kwalificatie voor het toernooi. De deelnemende landen waren Argentinië, Brazilië en Paraguay. Chili en Uruguay trokken zich terug wat dat het toernooi met de minste deelnemers maakte.

## Deelnemende landen
| Land           | Aantal deelnames | Huidig aantal deelnames op rij | Vorige deelname |
| -------------- | ---------------- | ------------------------------ | --------------- |
| Argentinië (g) | 9de              | 9                              | 1924            |
| Brazilië       | 8ste             | 1                              | 1923            |
| Paraguay       | 5de              | 5                              | 1924            |

- (g) = gastland

## Speelsteden
| Buenos Aires                                       | · Buenos Aires |
| Estadio Sportivo Barracas Capaciteit: 30.000       | · Buenos Aires |
|                                                    | · Buenos Aires |
| Estadio Ministro Brin y Senguel Capaciteit: 25.000 | · Buenos Aires |
|                                                    | · Buenos Aires |

## Scheidsrechters
De organisatie nodigde in totaal 4 scheidsrechters uit voor 6 duels. Tussen haakjes staat het aantal gefloten duels tijdens de Copa América 1925.

## Eindstand
| Land       | Wed | Win | Gel | Ver | DV | DT | +/− | Pnt |
| ---------- | --- | --- | --- | --- | -- | -- | --- | --- |
| Argentinië | 4   | 3   | 1   | 0   | 11 | 4  | +7  | 7   |
| Brazilië   | 4   | 2   | 1   | 1   | 11 | 9  | +2  | 5   |
| Paraguay   | 4   | 0   | 0   | 4   | 4  | 13 | –9  | 0   |

## Wedstrijden
Elk land moest twee keer tegen elk ander land spelen. De puntenverdeling was als volgt:
- Twee punten voor winst
- Één punt voor gelijkspel
- Nul punten voor verlies

|                                     |                       |       |          |                                                                                 |
| 29 november 1925 «onderlinge duels» | Argentinië            | 2 – 0 | Paraguay | Estadio Ministro Brin y Senguel, Buenos Aires Scheidsrechter: Ricardo Vallarino |
| 29 november 1925 «onderlinge duels» | Seoane 2' Sánchez 72' |       |          | Estadio Ministro Brin y Senguel, Buenos Aires Scheidsrechter: Ricardo Vallarino |

|                                    |                                                     |       |                |                                                                          |
| 6 december 1925 «onderlinge duels» | Brazilië                                            | 5 – 2 | Paraguay       | Sportivo Barracas Stadium, Buenos Aires Scheidsrechter: Gerónimo Rapossi |
| 6 december 1925 «onderlinge duels» | Filo 16' Friedenreich 18' Lagarto 30', 52' Nilo 72' |       | Rivas 25', 55' | Sportivo Barracas Stadium, Buenos Aires Scheidsrechter: Gerónimo Rapossi |

|                                     |                                    |       |          |                                                                         |
| 13 december 1925 «onderlinge duels» | Argentinië                         | 4 – 1 | Brazilië | Sportivo Barracas Stadium, Buenos Aires Scheidsrechter: Manuel Chaparro |
| 13 december 1925 «onderlinge duels» | Seoane 41', 48', 74' Garassini 72' |       | Nilo 22' | Sportivo Barracas Stadium, Buenos Aires Scheidsrechter: Manuel Chaparro |

|                                     |            |       |                           |                                                                                |
| 17 december 1925 «onderlinge duels» | Paraguay   | 1 – 3 | Brazilië                  | Estadio Ministro Brin y Senguel, Buenos Aires Scheidsrechter: Gerónimo Rapossi |
| 17 december 1925 «onderlinge duels» | Fretes 58' |       | Nilo 30' Lagarto 57', 61' | Estadio Ministro Brin y Senguel, Buenos Aires Scheidsrechter: Gerónimo Rapossi |

|                                     |                    |       |                                       |                                                                                               |
| 20 december 1925 «onderlinge duels» | Paraguay           | 1 – 3 | Argentinië                            | Estadio Ministro Brin y Senguel, Buenos Aires Scheidsrechter: Joaquim Antônio Leite de Castro |
| 20 december 1925 «onderlinge duels» | Fleitas Solich 15' |       | Tarasconi 22' Seoane 32' Irurieta 63' | Estadio Ministro Brin y Senguel, Buenos Aires Scheidsrechter: Joaquim Antônio Leite de Castro |

|                                     |                           |       |                        |                                                                               |
| 25 december 1925 «onderlinge duels» | Brazilië                  | 2 – 2 | Argentinië             | Estadio Ministro Brin y Senguel, Buenos Aires Scheidsrechter: Manuel Chaparro |
| 25 december 1925 «onderlinge duels» | Friedenreich 27' Nilo 30' |       | Cerroti 41' Seoane 55' | Estadio Ministro Brin y Senguel, Buenos Aires Scheidsrechter: Manuel Chaparro |

|                      |
| Vlag van Argentinië  |
| ARGENTINIË 2de titel |

## Doelpuntenmakers
6 doelpunten
- Manuel Seoane

4 doelpunten
- Severino Da Silva
- Nilo Braga

2 doelpunten
- Arthur Friedenreich
- Gerardo Rivas

1 doelpunt
- Antonio Cerrotti
- Juan Carlos Irurieta
- Alfredo Garassini

- Martin Sánchez
- Domingo Tarasconi
- Moderato Vinsintainer

- Manuel Fleitas Solich
- Luis Fretes

1916 · 
1917 · 
1919 · 
1920 · 
1921 · 
1922 · 
1923 · 
1924 · 
1925 · 
1926 · 
1927 · 
1929 · 
1935 · 
1937 · 
1939 · 
1941 · 
1942 · 
1945 · 
1946 · 
1947 · 
1949 · 
1953 · 
1955 · 
1956 · 
1957 · 
1959 · 
1959 · 
1963 · 
1967 · 
1975 · 
1979 · 
1983 · 
1987 · 
1989 · 
1991 · 
1993 · 
1995 · 
1997 · 
1999 · 
2001 · 
2004 · 
2007 · 
2011 · 
2015 · 
2016 ·
2019 ·
2021 ·
2024